# Ленточники
Ленточники (лат. Limenitis) — род дневных бабочек из семейства нимфалид.

## Характеристика рода
Бабочки средних и крупных размеров, как правило с яркой окраской крыльев. Голова с голыми глазами (без волосков), губные щупики покрыты волосками. Усики с постепенно утолщающейся или с веретеновидной булавой. 
Центральная ячейка на верхних крыльях может быть как замкнута, так и нет. Центральная ячейка на задних крыльях всегда не замкнута. На передних крыльях жилки R1, R2 не ветвятся и берут начало от центральной ячейки. R3, R4, R5 имеют общий ствол, который также начинается от центральной ячейки. К костальному (переднему) краю переднего крыла выходят жилки R1 и R2, R3 выходит к вершине, а R4, R5 — к внешнему краю.

## Виды
Голарктический род, большинство видов которого распространено в Восточной Азии.
Видовая группа Basilarchia (Северная Америка):

- Limenitis archippus (Cramer, 1776)
- Limenitis arthemis (Drury, [1773])
- Limenitis lorquini Boisduval, 1852
- Limenitis weidemeyerii Edwards, 1861

Безымянная видовая группа (Юго-Восточная Азия):
- Limenitis rileyi Tytler, 1940
- Limenitis staudingeri Ribbe, 1898

Вне групп (Палеарктика):
- Limenitis albomaculata Leech, 1891
- Limenitis amphyssa Ménétriés, 1859 — Ленточник амфисса
- Limenitis calidosa Moore, 1858
- Limenitis camilla (Linnaeus, 1764) — Ленточник камилла, или ленточник малый
- Limenitis ciocolatina Poujade, 1885
- Limenitis cleophas Oberthür, 1893
- Limenitis doerriesi Staudinger, 1892 — Ленточник Дёрриса
- Limenitis dubernardi Oberthür, 1903 — Ленточник Дубернарда
- Limenitis elwesi Oberthür, 1884
- Limenitis glorifica Fruhstorfer, 1909
- Limenitis helmanni Lederer, 1853 — Ленточник Гельмана
- Limenitis homeyeri Tancré, 1891 — Ленточник Гомейера
- Limenitis lepechini Erschoff, 1874
- Limenitis imitata (Butler, 1883)
- Limenitis misuji Sugiyama, 1994
- Limenitis moltrechti Kardakoff, 1928 — Ленточник Мольтрехта
- Limenitis populi (Linnaeus, 1758) — Ленточник тополёвый
- Limenitis reducta Staudinger, 1901 — Ленточник голубоватый
- Limenitis rileyi Tytler, 1940
- Limenitis sydyi Lederer, 1853 — Ленточник таволговый
- Limenitis trivena Moore, 1864